# Gimsøya
68°18′2″N 14°12′27″Ø / 68.30056°N 14.20750°Ø
Gimsøya er en ø i Lofoten i Nordland fylke i Norge. Øen ligger mellem Austvågøy og Vestvågøy, og tilhører Vågan kommune. Øen har et areal på 46,4 km².
Gimsøya har tidligere været en selvstændig kommune. Kommunen blev udskilt fra Vågan kommune i 1856, under navnet Gimsøy kommune. Ved oprettelsen havde Gimsøy kommune 987 indbyggere. 1. januar 1964 blev Gimsøy, Vågan og bykommunen Svolvær slået sammen igen til ny Vågan kommune. Ved sammenlægningen havde Gimsøy kommune 1.551 indbyggere.
Den sydlige og østlige del af Gimsøya er kuperet. Højeste punkt er Svarttinden på 767 moh. I nord og vest er øen flad med moser, bortset fra fjeldet Hoven på 368 moh.
Gimsøy har butik, børne- og ungdomsskole. Hovederhverv er landbrug, men også fiskeri og turisme er vigtige indtægtskilder på denne ø som har ca. 230 indbyggere.
Europavej 10 passerer sydsiden af Gimsøya, og knytter øen til Austvågøya i øst med Gimsøystraumen Bro og Vestvågøya i vest på Sundklakkstraumen bro. Ellers er der fylkesvej og kommunal vej rundt på øen.
Det har vært diskuteret at bygge en storflyveplads for Lofoten på de flade moser på Gimsøya, til erstatning for kortbaneflyvepladserne i Svolvær og på Leknes, men dette er indtil videre kun løse ideer. Gimsøymyrene naturreservat ligger på øen.